# Drosophila polita
Drosophila polita är en tvåvingeart som beskrevs av Grimshaw 1901. Drosophila polita ingår i släktet Drosophila och familjen daggflugor.
Artens utbredningsområde är Hawaii.